# Andrew Webb
Andrew „Big Babe“ Webb (* um 1900 in St. Louis; † nach 1926) war ein US-amerikanischer Jazztrompeter und Kornettist, der zeitlebens in der Musikszene von St. Louis aktiv war.

## Leben und Wirken
Webb spielte in St. Louis bei Benny Washingtons Six Aces („Compton Avenue Blues“, OKeh 1925); 1927 begleitete er den Bluesmusiker Bert „Snake Root“ Hatton bei Plattenaufnahmen für Vocalion („Down in Black Bottom/Freakish Rider Blues“). Im Oktober 1926 spielte er in Wilson’s T.O.B.A. Band um Leola B. Wilson („Steady Roll“, Paramount). In St. Louis arbeitete er in den 1920er-Jahren häufig mit Harry Dial, Dewey Jackson, Shirley Clay, R. Q. Dickerson, Harvey Langford und Leonard Davis zusammen.